# Ryszard Gotszalk
Ryszard Gotszalk (ur. 1925, zm. 1990) – polski inżynier elektryk. Absolwent Politechniki Wrocławskiej. Od 1983 r. profesor na Wydziale Elektrycznym Politechniki Wrocławskiej.